# Руска интервенција у Сирији
Руска интервенција у Сирији је почела 30. септембра 2015. године након што је власт председника Башара ел Асада званично затражила помоћ Руске Федерације у борби против терористичких групација које озбиљно угрожавају опстанак слободне и секуларне Сирије. Сматра се да је Руска војна интервенција спасила Сиријску војску од пораза, стабилизовала фронт али и такође увелико допринела протеривању терориста из појединих делова Сирије. Интервенција је пропраћена пропагандним нападима из земаља које званично подржавају терористе такозване Слободне сиријске армије.
Током интервенције Сиријска армија је успела да ослободи 12.000 km² територије, укључујући и велику победу у бици за Алеп.
Руска војска је Сирију користила као полигон за тестирање нових борбених платформи и система наоружања.
1. ↑  Служба в Сирии по контракту: зарплата и условия